# Rybienko Łochowskie
Rybienko Łochowskie – osiedle (od 1961) w południowo-zachodniej części Wyszkowa (województwo mazowieckie).
Historycznie związane z Latoszkiem.